# Silvanópolis
Silvanópolis é um município brasileiro do estado do Tocantins.

## História
A origem da cidade de Silvanópolis foi com o povoado denominado de "Extrema", nas proximidades do Ribeirão do mesmo nome, em terras da fazenda Landi, no Município de Porto Nacional, de propriedade do Sr. Januário da Silva Guimarães e demais familiares da Família Silva Guimarães. 
Iniciada com a tradição de simples reza do terço, realizada todos os anos à Nossa Senhora de Sant'Ana, na sede da Fazenda do Sr. João Guimarães, irmão do Sr. Januário da Silva Guimarães, na década de 1903, celebrou-se a primeira Missa, por Frei Reginaldo, de Porto Nacional, organizador dos festejos. 
Em 1931, originou-se a primeira capela, construída de adobes, coberta de telhas, pelos pedreiros Tertuliano Rodrigues Campos e Vicente de Carvalho Oliveira. Com a construção da capela, sobreveio a ideia da criação de uma Escola isolada, de pau-a-pique, coberta de palha, tendo como primeiro professor, Arcino da Silva Guimarães, conhecido por Sulino, filho do Sr. João da Silva Guimarães. 
Mais tarde, o Sr. Januário da Silva Guimarães, doou à Santa Nossa Senhora Sant'Ana, cinquenta e sete (57) alqueires de terra. Os moradores da região começaram a povoar a localidade, construindo as primeiras moradias todas em ranchos de palhas, com a finalidade de propiciar educação escolar aos filhos e participar da festa que se tornara tradicional em toda a região e que ainda se comemora todo ano, no dia 22 de julho, sendo Padroeira da cidade, a Nossa Senhora Sant'Ana. 
Em 1933, com a morte do Sr. Januário da Silva Guimarães, com procedimento do inventário, verificou-se que essas terras não haviam sido registradas como patrimônio da Santa (paroquial), ficando de posse dos respectivos herdeiros. Para evitar que o nascente povoado em desenvolvimento sofresse esse impacto, o Sr. Eloy da Silva Guimarães, filho do Sr. Januário da Silva Guimarães, promovendo mais festas, e com a rentabilidade adquirida, comprou novamente os cinquenta e sete alqueires de terra de sua irmão, Sra. Elvira da Silva Guimarães. Vinte (20) alqueires porém foram vendidos ficando, como patrimônio da Santa, trinta e sete (37) alqueires, devidamente escriturados. 
Pela Resolução nº 04/63, foi elevada à categoria do Distrito de Porto Nacional, com o topônimo de Silvanópolis, em homenagem a família Silva Guimarães seus fundadores. 
Em 10 de junho de 1980, passou à categoria de Cidade, em terras do Distrito do mesmo nome, desmembrada de Porto Nacional. 
A sede do Município foi instalada em 01 (primeiro) de fevereiro de 1983, sendo eleito o primeiro Prefeito Sr. Alexandrino Ferreira dos Santos, permanecendo com um mandato durante 06 (seis) anos consecutivos.
Hoje a cidade de Silvanópolis é uma das maiores cidades produtora de soja de todo o estado do Tocantins com grande infra estrutura em armazém, maquinário logística e etc.

## Geografia
Localiza-se a uma latitude 11º08'48" sul e a uma longitude 48º10'09" oeste, estando a uma altitude de 269 metros. Sua população estimada em 2004 era de 4 212 habitantes.
Possui uma área de 1305,31 km².